# Merveille Bokadi
Merveille Bope Bokadi (ur. 21 maja 1992 w Kinszasie) – kongijski piłkarz występujący na pozycji obrońcy lub pomocnika w belgijskim klubie Standard Liège.
Bokadi karierę rozpoczynał w lokalnych klubach AC Mateta oraz Jac Héritage. W 2012 roku trafił do TP Mazembe, z którym w latach 2012, 2013, 2014 i 2016 wygrał mistrzostwo Demokratycznej Republiki Konga. W 2015 roku wraz z zespołem z Lubumbashi triumfował w Afrykańskiej Lidze Mistrzów, a w kolejnym roku zwyciężył w Afrykańskim Super Pucharze i Afrykańskim Pucharze Konfederacji.
W reprezentacji Demokratycznej Republiki Konga zadebiutował 17 stycznia 2016 w zwycięskim 3:0 meczu z Etiopią w Mistrzostwach Narodów Afryki 2016, które Kongijczycy wygrali. Został też powołany na Puchar Narodów Afryki 2017.
We wrześniu 2019 zerwał więzadło krzyżowe przednie.